# Ранчо лас Прадерас, Х. Хесус Ернандез Родригез (Кањитас де Фелипе Пескадор)
Ранчо лас Прадерас, Х. Хесус Ернандез Родригез (шп. Rancho las Praderas, J. Jesús Hernández Rodríguez) насеље је у Мексику у савезној држави Закатекас у општини Кањитас де Фелипе Пескадор. Насеље се налази на надморској висини од 2050 м.

## Становништво
Према подацима из 2010. године у насељу је живело 13 становника.

### Хронологија
| Година       | 2010 |
| ------------ | ---- |
| Становништво | 13   |

### Попис
| # | Индикатор                     | Вредност |
| - | ----------------------------- | -------- |
| 1 | Укупно домаћинстава           | 2        |
| 2 | Укупно насељених домаћинстава | 2        |
| 3 | Величина локације             | 1        |